# Макдоннелл, Дэвид
Дэ́вид (Дэйв) Макдо́ннелл (англ. David (Dave) McDonnell) — ирландский бывший профессиональный снукерист. Проживает в Чарльтоне, Англия.

## Карьера
Стал профессионалом в 1991 году, и в дебютном сезоне вышел в 1/16 чемпионата Великобритании. Играл в мэйн-туре в 1991—97, 1998—99, 2000—02, 2004—06 годах. В последние годы своей профессиональной карьеры Макдоннелл стал представлять Ирландию, хотя до этого имел английское гражданство.
Дэвид Макдоннелл известен тем, что ему удалось сделать всего лишь 16-й максимальный брейк за всю историю снукера (сентябрь 1994 года, 4-й квалификационный раунд British Open 1995). Он также много раз достигал финальных стадий рейтинговых турниров, а лучшим его результатом стала 1/8 финала Scottish Open 2001 (в 1/16 он тогда победил Стивена Ли).
Лучший официальный рейтинг Макдоннелла — 79-й (сезон 2005/06).